# 新井直人
新井 直人（あらい なおと、1996年10月7日 - ）は、東京都世田谷区出身のプロサッカー選手。Jリーグ・サンフレッチェ広島所属。ポジションはディフェンダー、ミッドフィールダー。

## 来歴
2019年に新潟経営大学からアルビレックス新潟に加入した。同大学から新潟への加入は2009年の東口順昭以来10年ぶりかつ2人目のことである。同年2月24日に京都市西京極総合運動公園陸上競技場兼球技場で開催されたJ2第1節京都サンガF.C.戦においてプロ初先発・初出場を達成し、同年3月3日にフクダ電子アリーナで開催された第2節ジェフユナイテッド市原・千葉戦でプロ初得点を決めた。また、同年4月20日に味の素スタジアムで開催された第10節東京ヴェルディ戦においてプロA契約締結の条件である900分出場を達成した。
2020年9月時点でセレッソ大阪からオファーが届いていたが、アルビレックスが昇格するためにチームに残留した。しかし、その後怪我で離脱を繰り返した。移籍の際には長文のコメントを残した。
2021年からセレッソ大阪に完全移籍で加入。怪我を抱えていたが、セレッソからは高く評価された。
2022年、徳島ヴォルティスへ期限付き移籍。リーグ戦38試合出場。移籍期間満了に伴い、同年限りで退団した。
2023年、アルビレックス新潟へ完全移籍で復帰。リーグ戦で3得点は自己最高記録だった。
2024年3月21日、サンフレッチェ広島に完全移籍で加入することが発表された。加入後初戦のガンバ大阪戦で、加入後初ゴール。第15節にはディフェンダーでありながら、ハットトリックを決めた。得点方法はミドルシュート、ヘディング、フリーキックと、いずれも異なるものだった。またこれにより自己最高得点記録を更新した。

## エピソード
- 新潟経営大学へ進学した理由は「関東の大学よりも１年次から活躍のチャンスがありそうだと感じた」ことである[15]。
- 大学卒業後はJ3に所属しているチームへの入団を考えていた。しかし、2018年9月24日に開催された新潟といわきFCとの練習試合でのプレーをきっかけに普段の新潟の練習にも参加するようになり、新潟への入団を考えるようになった[16]。

## 所属クラブ
- 北沢キッカーズ
- F.C.渋谷
- 2012年 - 2014年 実践学園高等学校
- 2015年 - 2018年 新潟経営大学
- 2019年 - 2020年  アルビレックス新潟
- 2021年 - 2022年  セレッソ大阪
  - 2022年  徳島ヴォルティス（期限付き移籍）
- 2023年 - 2024年3月  アルビレックス新潟
- 2024年3月 -  サンフレッチェ広島

## 個人成績
| 国内大会個人成績 | 国内大会個人成績 | 国内大会個人成績 | 国内大会個人成績 | 国内大会個人成績 | 国内大会個人成績 | 国内大会個人成績 | 国内大会個人成績 | 国内大会個人成績 | 国内大会個人成績 | 国内大会個人成績 | 国内大会個人成績 |
| 年度             | クラブ           | 背番号           | リーグ           | リーグ戦         | リーグ戦         | リーグ杯         | リーグ杯         | オープン杯       | オープン杯       | 期間通算         | 期間通算         |
| 年度             | クラブ           | 背番号           | リーグ           | 出場             | 得点             | 出場             | 得点             | 出場             | 得点             | 出場             | 得点             |
| 日本             | 日本             | 日本             | 日本             | リーグ戦         | リーグ戦         | リーグ杯         | リーグ杯         | 天皇杯           | 天皇杯           | 期間通算         | 期間通算         |
| ---------------- | ---------------- | ---------------- | ---------------- | ---------------- | ---------------- | ---------------- | ---------------- | ---------------- | ---------------- | ---------------- | ---------------- |
| 2019             | 新潟             | 32               | J2               | 32               | 1                | -                | -                | 0                | 0                | 32               | 1                |
| 2020             | 新潟             | 2                | J2               | 25               | 0                | -                | -                | -                | -                | 25               | 0                |
| 2021             | C大阪            | 16               | J1               | 6                | 0                | 0                | 0                | 1                | 0                | 7                | 0                |
| 2022             | 徳島             | 13               | J2               | 38               | 2                | 3                | 0                | 1                | 0                | 42               | 2                |
| 2023             | 新潟             | 2                | J1               | 24               | 3                | 1                | 0                | 2                | 0                | 27               | 3                |
| 2024             | 新潟             | 2                | J1               | 3                | 1                | -                | -                | -                | -                | 3                | 1                |
| 2024             | 広島             | 13               | J1               | 32               | 6                | 6                | 0                | 3                | 0                | 41               | 6                |
| 通算             | 日本             | 日本             | J1               | 65               | 10               | 7                | 0                | 6                | 0                | 78               | 10               |
| 通算             | 日本             | 日本             | J2               | 95               | 3                | 3                | 0                | 1                | 0                | 99               | 3                |
| 総通算           | 総通算           | 総通算           | 総通算           | 160              | 13               | 10               | 0                | 7                | 0                | 177              | 13               |

出場歴
- Jリーグ初出場 - 2019年2月24日 J2 新潟 第1節 京都サンガF.C.戦(京都市西京極総合運動公園陸上競技場兼球技場)
- Jリーグ初得点 - 2019年3月3日 J2 新潟 第2節 ジェフユナイテッド市原・千葉戦(フクダ電子アリーナ)

## 選抜歴
- 2017年 北信越大学選抜